# Lufttransport
Lufttransport (воздушный транспорт -норв.; читается «Люфттранспорт») — небольшая норвежская авиакомпания, являющаяся крупнейшим оператором воздушной скорой помощи в странах Северной Европы. Люфттранспорт специализируется на оказании услуг воздушной скорой помощи, проведении спасательных операций, береговой охраны, доставку лоцманов на крупнотоннажные суда заходящие в территориальные воды Норвегии. Компания осуществляет также перевозку пассажиров и грузов по территории архипелага Шпицберген.

Авиакомпания «Lufttransport» имеет самолёты Beech King Air B200 экстренных служб, постоянно расположенные в следующих аэропортах:
- Киркенес
- Альта
- Будё
- Брённёйсунн
- Осло
- Тромсё
- Олесунн

а также вертолёты AgustaWestland AW139 экстренных служб, постоянно расположенные в следующих госпиталях:
- Госпиталь города Брённёйсунн
- Госпиталь города Олесунн
- Северо-Норвежский Университетский Госпиталь Тромсё

Самолёты Dornier Do 228 используются для полётов на архипелаге Шпицберген по маршрутам Лонгйир — Ню-Олесунн и Лонгйир — Свеагрува и береговой охраны.
2 вертолета Eurocopter AS332 Super Puma на архипелаге Шпицберген с 1 марта 2014 года для обеспечения работы экстренных служб.